# De'Andre Hunter

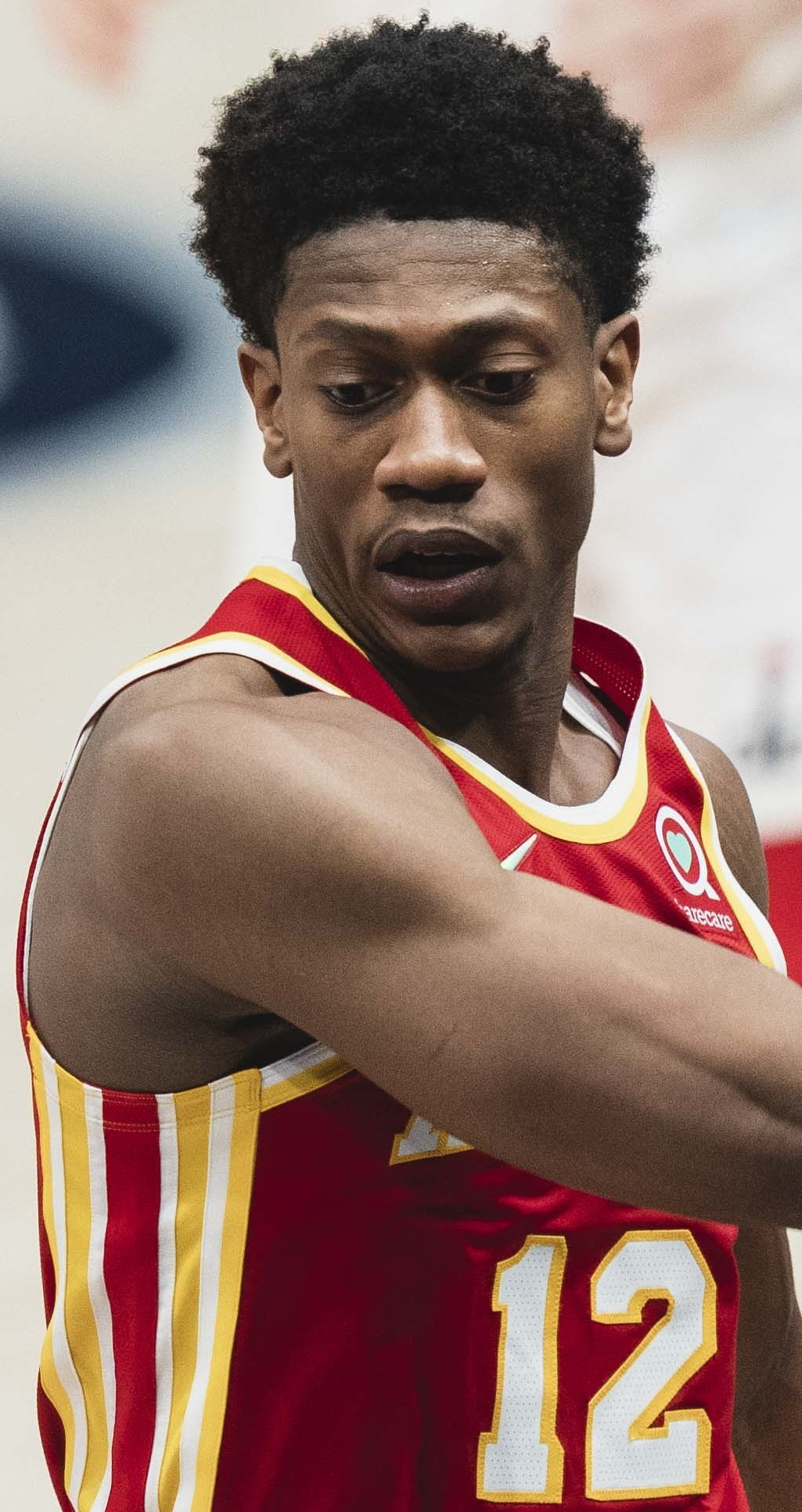
De'Andre Hunter, 2021.

De'Andre James Hunter, född 2 december 1997 i Philadelphia i Pennsylvania, är en amerikansk professionell basketspelare (SF/PF) som spelar för Cleveland Cavaliers i National Basketball Association (NBA). Han har tidigare spelat för Atlanta Hawks.
Hunter draftades av Los Angeles Lakers i första rundan i 2019 års draft som fjärde spelare totalt.
Innan han blev proffs studerade Hunter vid University of Virginia och spelade för universitetets idrottsförening Virginia Cavaliers.